# 新普罗维登斯岛
新普罗维登斯岛（英語：New Providence），是巴哈马的一个岛屿，亦为该国首都拿骚所在地:1216-1217<ref>。新普罗维登斯岛位于巴哈马群岛北部，安德罗斯岛和伊柳塞拉岛之间。新普罗维登斯岛总面积207 km²。该岛总人口330,000（2008年），是巴哈马人口最多的岛屿。该岛人口中85%为黑人，12%为白人。

## 参考文献

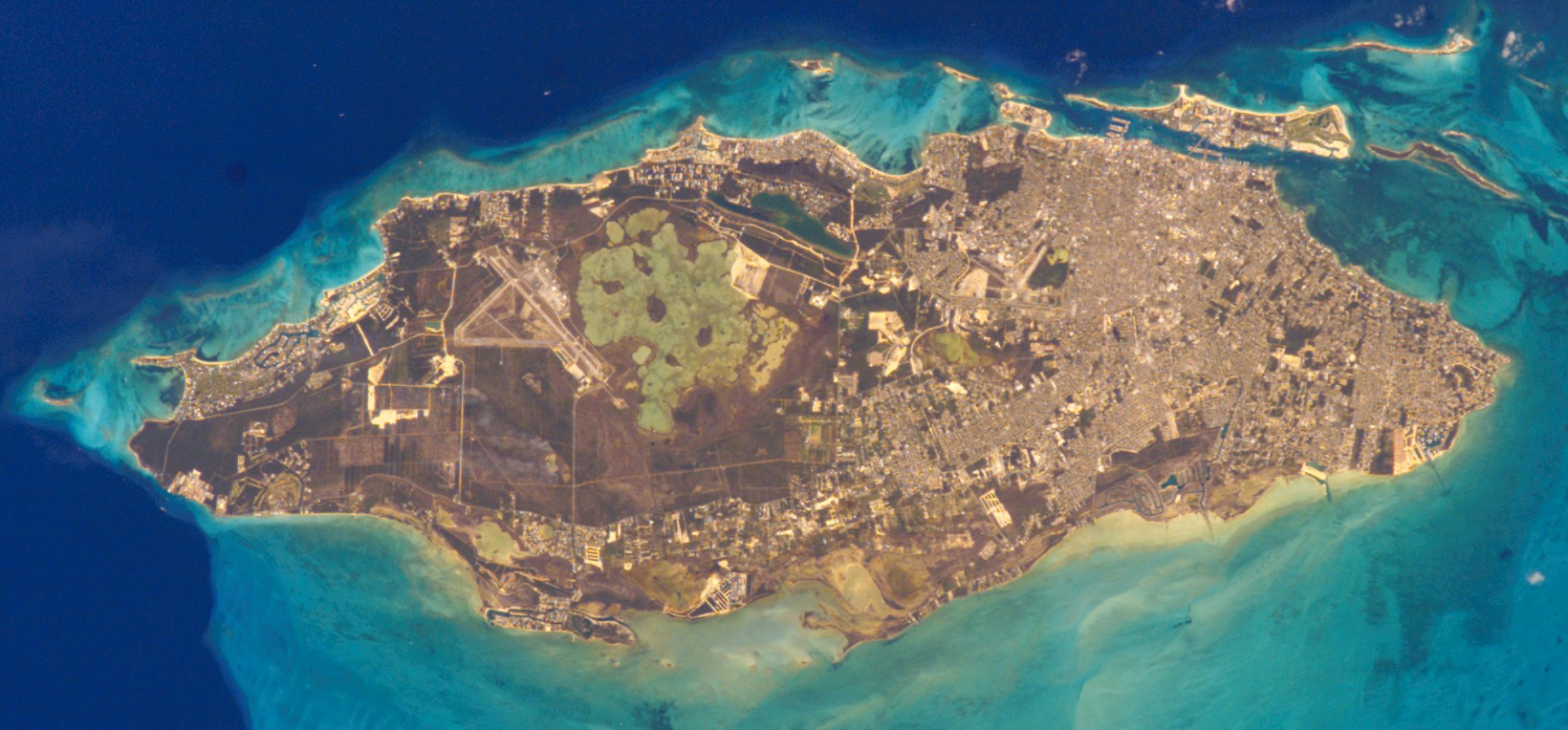
新普羅維登斯島的衛星影像